# Tư lệnh Tuần duyên Hoa Kỳ
Tư lệnh Tuần duyên Hoa Kỳ (Commandant of the United States Coast Guard) là một thành viên cao cấp nhất của Tuần duyên Hoa Kỳ. Chức vụ tư lệnh này thường là một Đô đốc (bốn sao) duy nhất trong Tuần duyên Hoa Kỳ. Người này được Tổng thống Hoa Kỳ bổ nhiệm, phục vụ trong nhiệm kỳ bốn năm nhưng trước hết phải được sự chấp thuận của Thượng viện Hoa Kỳ. Tư lệnh Tuần duyên được hỗ trợ bởi một vị Phó Tư lệnh phó cũng mang hàm Đô đốc, hai Tư lệnh vùng (Thái Bình Dương và Đại Tây Dương) và hai Trợ lý Tư lệnh đều mang hàm phó đô đốc (ba sao).
Không như những đơn vị trưởng của các quân chủng khác trong Quân đội Hoa Kỳ, Tư lệnh Tuần duyên Hoa Kỳ không phải là thành viên của Bộ Tổng tham mưu Liên quân Hoa Kỳ; Tuy nhiên người này được nhận lương phụ trội tương tự như các vị tham mưu trưởng trong Bộ Tổng tham mưu Liên quân Hoa Kỳ theo Điều khoản 37 Bộ luật Hoa Kỳ, Mục § 414(a)(5) ($4.000 mỗi năm, dựa theo năm 2009), và được chấp thuận có quyền ưu tiên về chỗ ngồi, theo Quy định Thượng viện Hoa Kỳ số XXIII(1), với tư cách de facto là thành viên của Bộ tổng Tham mưu Liên quân Hoa Kỳ trong suốt các buổi đọc diễn văn của Tổng thống Hoa Kỳ. Hơn thế nữa, các vị tham mưu trưởng các quân chủng không có quyền tư lệnh đối với quân chủng của mình nhưng Tư lệnh Tuần duyên Hoa Kỳ có quyền tư lệnh đối với quân chủng Tuần duyên. Vị tư lệnh này báo cáo với Tổng thống Hoa Kỳ qua Bộ trưởng Nội an Hoa Kỳ. Trước khi Bộ Nội an Hoa Kỳ được thành lập vào năm 2003, Tư lệnh Tuần duyên Hoa Kỳ nằm dưới quyền của Bộ trưởng Giao thông Hoa Kỳ từ năm 1966 đến 2003. Trước khi Bộ Giao thông Hoa Kỳ được thành lập vào năm 1966, Tư lệnh Tuần duyên nằm dưới quyền của Bộ trưởng Ngân khố Hoa Kỳ kể từ năm 1790.

## Tiến hóa của cấp bậc và chức vụ
Chức vụ Commandant hay Tư lệnh có từ năm 1923. Trước năm 1923, cấp bậc và chức vụ của người đứng đầu lực lượng Tuần duyên Hoa Kỳ là "captain-commandant" (Hạm trưởng-tư lệnh). Cấp bậc "captain-commandant" có nguồn gốc từ Sở Quan thuế Biển Hoa Kỳ năm 1908. Người giữ chức vụ gốc của cấp bậc này là Trưởng Sở Quan thuế Biển Hoa Kỳ. Chức danh Commandant có nguồn gốc từ hạm trưởng Leonard G. Shepard, trưởng Cục Quan thuế Biển Hoa Kỳ (Revenue Marine Bureau) mặc dù ông chưa bao giờ chính thức nhận chức vụ Captain-Commandant. Vị trí Hạm trưởng-Tư lệnh được lập năm 1908 khi Hạm trưởng Worth G. Ross là người đầu tiên thực sự giữ vị trí này. Mặc dù ông đã về hưu nhưng Hạm trưởng Charles F. Shoemaker được thăng lên cấp bậc Captain-Commandant. Hạm trưởng Shepard lúc đó đã mất và chưa được thăng lên cấp bậc này.

## Các đơn vị trưởng của Cục Quan thuế Biển Hoa Kỳ
Các đơn vị trưởng hành xử tập quyền kiểm soát đối với Cục Quan thuế Biển.
- Thuyền trưởng Alexander V. Fraser, 1843–1848
- Thuyền trưởng Richard Evans, 1848–1849

Năm 1849, Cục Quan thuế Biển bị giải thể, và Quan thuế Biển rơi vào vòng kiển soát của Ủy viên Quan thuế cho đến khi Cục Quan thuế Biển Hoa Kỳ được thành lập lại vào năm 1869.
- N. Broughton Devereux, 1869–1871
- Sumner I. Kimball, 1871–1878
- Ezra Clark, 1878–1885
- Peter Bonnett, 1885–1889

## Các tư lệnh
Sở Quan thuế Biển Hoa Kỳ
1. Hạm trưởng Leonard G. Shepard (1889–1895)
2. Hạm trưởng Charles F. Shoemaker (1895–1905) (thăng khi về hưu lên Hạm trưởng-Tư lệnh vào năm 1908)
3. Hạm trưởng-Tư lệnh Worth G. Ross (1905–1911) (thăng khi tại chức vào năm 1908)
4. Hạm trưởng-Tư lệnh Ellsworth P. Bertholf (1911–1915)

Tuần duyên Hoa Kỳ
1. Thiếu tướng Ellsworth P. Bertholf (1915–1919)[5]
2. Chuẩn đô đốc William E. Reynolds (1919–1924)[6]
3. Chuẩn đô đốc Frederick C. Billard (1924–1932)
4. Chuẩn đô đốc Harry G. Hamlet (1932–1936)
5. Đô đốc Russell R. Waesche (1936–1946)[7]
6. Đô đốc Joseph F. Farley (1946–1949)
7. Phó đô đốc Merlin O'Neill (1949–1954)
8. Đô đốc Alfred C. Richmond (1954–1962)[8]
9. Đô đốc Edwin J. Roland (1962–1966)
10. Đô đốc Willard J. Smith (1966–1970)
11. Đô đốc Chester R. Bender (1970–1974)
12. Đô đốc Owen W. Siler (1974–1978)
13. Đô đốc John B. Hayes (1978–1982)
14. Đô đốc James S. Gracey (1982–1986)
15. Đô đốc Paul A. Yost, Jr. (1986–1990)
16. Đô đốc J. William Kime (1990–1994)
17. Đô đốc Robert E. Kramek (1994–1998)
18. Đô đốc James Loy (1998–2002)
19. Đô đốc Thomas H. Collins (2002–2006)
20. Đô đốc Thad W. Allen (2006–2010)
21. Đô đốc Robert J. Papp, Jr. (2010–nay)